# Microglanis zonatus
Microglanis zonatus är en fiskart som beskrevs av Eigenmann och Allen 1942. Microglanis zonatus ingår i släktet Microglanis och familjen Pseudopimelodidae. Inga underarter finns listade i Catalogue of Life.